# コボフェノールA
コボフェノールA (Kobophenol A) は、C56H44O13の分子式を持つ化合物である。2つの水分子と1つの酸素原子を失ったスチルベン(C14H12O4)のアナログの四量体と考えることができる。ムレスズメから単離することができる。
アセチルコリンエステラーゼの作用を阻害することが示されている。
コボフェノールAからカラシノールBへの酸触媒によるエピマー化はin vitroで行うことができる。